# Passage de la Petite-Voirie
Le passage de la Petite-Voirie est une voie du 11e arrondissement de Paris, en France.

## Situation et accès
Le passage de la Petite-Voirie est situé dans le 11e arrondissement de Paris. Il débute au 20, rue du Marché-Popincourt et se termine au 4, rue Neuve-Popincourt.

## Origine du nom
Son nom fait référence à une voirie, indiquée sur le plan de Deharme de 1763, sur laquelle le passage avait été percé.

## Historique
La voie est ouverte et classée dans la voirie parisienne, par arrêté du 4 mars 1991, sous le nom provisoire de « voie K/11 », avant de prendre sa dénomination actuelle par arrêté municipal du 13 novembre 1991.